# سيباستيان مولر (لاعب كرة قدم)
سيباستيان مولر (بالألمانية: Sebastian Müller)‏ هو لاعب كرة قدم ألماني، ولد في 23 يناير 2001 في Schwalmstadt ‏ في ألمانيا.

## وصلات خارجية
- سيباستيان مولر على موقع الاتحاد الأوربي (الإنجليزية)
- سيباستيان مولر على موقع قاعدة بيانات كرة القدم.إي يو (الإنجليزية)
- سيباستيان مولر على موقع بيانات كرة القدم. دي إي (الألمانية)
- سيباستيان مولر على موقع Soccerbase.com (لاعب) (الإنجليزية)
- سيباستيان مولر على موقع Soccerway.com (الإنجليزية)
- سيباستيان مولر على موقع عالم كرة القدم.نت (الإنجليزية)